# Ruski rulet (Opća opasnost)
Ruski rulet četvrti je studijski album županjske rock grupe Opća opasnost. Izdan je 1997. godine.

## Pjesme
1. "Doktore" (Mario Vestić, Opća opasnost) - 3:36
2. "Nebo" (Mario Vestić, Opća opasnost) - 4:05
3. "Grad" (Mario Vestić, Opća opasnost) - 3:44
4. "Mjesečar" (Branimir Jovanovac, Mario Vestić, Opća opasnost) - 4:04
5. "Radio" (Mario Vestić, Opća opasnost) - 3:12
6. "Umoran" (Mario Vestić, Opća opasnost) - 4:08
7. "Ruski rulet" (Mario Vestić, Opća opasnost) - 5:06
8. "Dan bez imena" (Mario Vestić, Opća opasnost) - 5:18
9. "Žigolo" (Mario Vestić, Opća opasnost) - 3:57
10. "Ratujem sa ženama" (Slaven Živanović - Žiža, Mario Vestić, Opća opasnost) - 4:20
11. "Srce zna" (Mario Vestić, Opća opasnost) - 4:41